# Mehdi Bazargan
Pour les articles homonymes, voir Mehdi.
Mehdi Bazargan (en persan : مهدی بازرگان) est un homme politique iranien né en septembre 1907 à Téhéran (Iran) et mort le 20 janvier 1995 à Zurich (Suisse). Il est le chef du gouvernement intérimaire de l'Iran, donc le premier Premier ministre après la révolution iranienne de 1979. Il est un des architectes de la révolution iranienne.

## Biographie
Il fait ses études supérieures en France : en 1928-1929 et 1929-1930, il est élève de classe préparatoire au lycée Clemenceau à Nantes. En 1930, il est admis à l'École centrale des Arts et Manufactures de Paris et obtient en 1933 un diplôme d'ingénieur en thermodynamique. Il rentre en Iran en 1934.
Mehdi Bazargan est un partisan actif de la démocratie parlementaire. Pendant la Seconde Guerre mondiale, il rejoint l'armée française et combat l'Allemagne nazie.
Il regagne l'Iran à la fin des années 1940 pour prendre la tête du département d’ingénierie de l'université de Téhéran. En 1951, sous l'impulsion du Dr Mossadegh, le parlement iranien nationalise l'industrie pétrolière iranienne, la retirant ainsi du contrôle britannique. Mehdi Bazargan est le premier dirigeant de la National Iranian Oil Company, créée lors de cette nationalisation.
Il est l'un des cofondateurs, en 1957, de l'Association islamique des ingénieurs (en).
Après la chute du gouvernement Mossadegh, en 1961, il participe à la fondation du Mouvement de libération de l'Iran et est emprisonné plusieurs fois par le régime du chah Mohammed Reza Pahlavi.
Bazargan est nommé au poste de premier ministre par l'Ayatollah Khomeini le 5 février 1979 après la révolution qui a forcé le chah à quitter l'Iran. Bazargan est considéré comme une des figures des révolutionnaires démocratiques et libéraux et est impliqué dans des conflits de plus en plus nombreux avec des religieux et même avec Khomeini. Il est contre la mise en place de l'assemblée des experts et conteste le nom de république islamique. Mais l'absence de contrôle effectif du gouvernement sur les forces de sécurité (armée, police) limite considérablement les marges de manœuvre de Bazargan.
Bazargan démissionne avec tout son cabinet le 5 novembre 1979, immédiatement après le début de la crise iranienne des otages et la prise de l'ambassade américaine le 4 novembre. Bien que ce geste ait été considéré comme une protestation à la crise de la prise d'otages, il était aussi clair que ses vues libérales et sa résistance au clergé l'avaient déjà convaincu qu'il ne pourrait mener aucune des améliorations démocratiques qu'il avait planifiées.
Bazargan est membre du premier parlement (Majles) de la république islamique nouvellement formée. Il meurt le 20 janvier 1995 d'une attaque cardiaque lors d'un voyage qui le menait de Téhéran à Zurich en Suisse. Il est inhumé au sanctuaire de Fatima Masoumeh à Qom.

## Citation de Mehdi Bazargan
« L'Imam [Khomeini] souhaite que l'Iran soit pour l'Islam et nous voulons l'Islam pour l'Iran.[réf. nécessaire] »

La pensée de Bazargan connaît une évolution qui culmine au début des années 1990. En 1992, lors d'une conférence organisée par l'Association islamique des ingénieurs, puis dans un article publié par le journal Kiyan, il prend acte de l'échec de l'islamisme comme idéologie. Il avance que le rôle des prophètes est seulement de familiariser l'humanité avec les idées de Dieu et d'Au-delà. Leur enseignement n'a pas de portée politique : la gestion des affaires de ce monde est laissée aux hommes. Il ne faut donc pas attendre de la religion la solution des problèmes politiques.